# Argenton-sur-Creuse
Argenton-sur-Creuse là một xã ở tỉnh Indre khu vực trung bộ Pháp. Xã này có diện tích 29,34 km², dân số thời điểm năm 2005 là 5146 người. Khu vực này có độ cao trung bình 119 mét trên mực nước biển. Xã nằm bên sông Creuse.

## Dân số
| Năm | 1801 | 1826 | 1846 | 1962 | 1968 | 1975 | 1982 | 1990 | 1999 |
| --- | ---- | ---- | ---- | ---- | ---- | ---- | ---- | ---- | ---- |
| Dân số | 3329 | 3950 | 4546 | 6344 | 6400 | 6424 | 5848 | 5193 | 5146 |
| From the year 1962 on: No double counting—residents of multiple communes (e.g. students and military personnel) are counted only once. |      |      |      |      |      |      |      |      |      |